# Nimāparha
Nimāparha är en ort i Indien.   Den ligger i distriktet Puri och delstaten Odisha, i den östra delen av landet, 1 300 km sydost om huvudstaden New Delhi. Nimāparha ligger 13 meter över havet och antalet invånare är 18 222.
Terrängen runt Nimāparha är mycket platt. Runt Nimāparha är det tätbefolkat, med 308 invånare per kvadratkilometer. Nimāparha är det största samhället i trakten. Trakten runt Nimāparha består till största delen av jordbruksmark.